# Ja’akow Szefi
Ja’akow Szefi (hebr. יעקב שפי, ang. Ya'akov Shefi, Jacob Shefi; ur. 25 stycznia 1941 w Petach Tikwie) – izraelski działacz społeczny i sportowy, polityk, w latach 1992–1996 poseł do Knesetu.

## Życiorys
Urodził się 25 stycznia 1941 w Petach Tikwie w ówczesnym Brytyjskim Mandacie Palestyny.
Służbę wojskową zakończył w stopniu szeregowego. Ukończył szkołę lotnictwa. Był członkiem rady pracowniczej w Petach Tikwie, należał do komitetu centralnego Histadrutu, był działaczem Izraelskiego Związku Piłki Nożnej.
W wyborach parlamentarnych w 1992 dostał się do izraelskiego parlamentu z listy Partii Pracy. W trzynastym Knesecie zasiadał w komisjach etyki; pracy i opieki społecznej; kontroli państwa oraz edukacji i kultury. W 1996 utracił miejsce w parlamencie.